# Секст Карминий Вет (консул 116 г.)
Вижте пояснителната страница за други личности с името Секст Карминий Вет.
Секст Карминий Вет (на латински: Sextus Carminius Vetus) е политик и сенатор на Римската империя от 2 век.
Син е на Секст Карминий Вет (консул 83 г.). През 116 г. Карминий Вет е редовен консул.
Неговият син Секст Карминий Вет e консул през 150 г.